# تاماس سابو (موسيقي)
تاماس سابو (بالمجرية: Szabó Tamás)‏ هو موسيقي مجري، ولد في 10 أبريل 1984 في بودابست في المجر.

## روابط خارجية
- تاماس سابو على موقع IMDb (الإنجليزية)